# Quincy (métro de Chicago)
Pour les articles homonymes, voir Quincy.
Quincy est une station du métro de Chicago située dans le centre-ville de Chicago sur le côté ouest de l'Union Loop dans le secteur du Loop.

## Histoire
Conçu par Alfred M. Hedley en bois et en métal estampé, la station a été ouverte le 3 octobre 1897, elle a conservé une grande partie de son décor d'origine et a été restaurée complètement en 1988 à l’aide des matériaux utilisés à son ouverture. 
Jusqu’en septembre 1953, Quincy offrait également une correspondance au Wells Street Terminal vers les trains de la Chicago Aurora & Elgin Railroad.
Elle est aujourd’hui considérée comme l’un des 150 plus beaux édifices de l'État de l’Illinois par l'American Institute of Architects.

## Caractéristiques

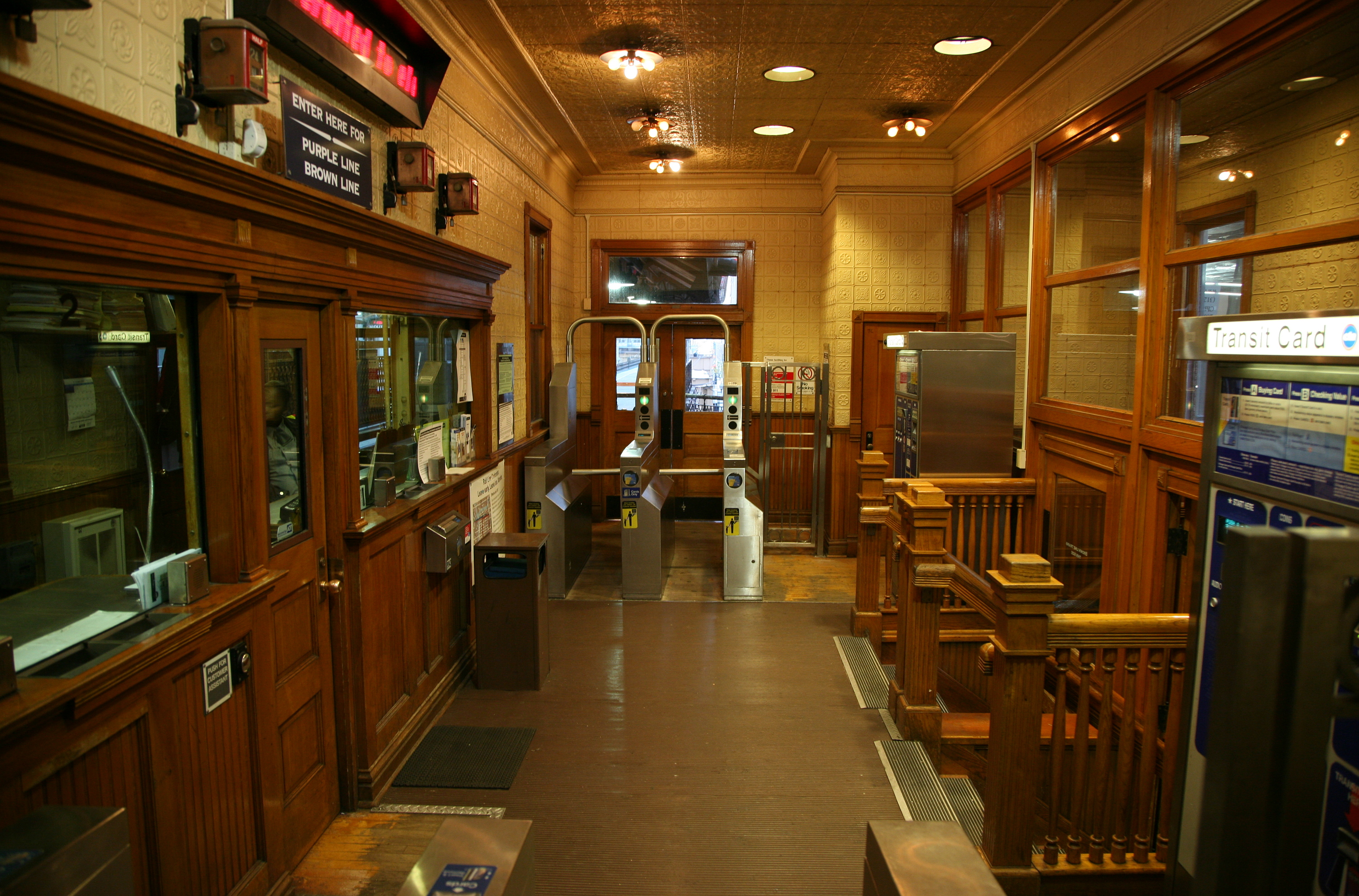
Salle des guichets de Quincy

La station est située dans le quartier de South Loop, elle se trouve à proximité de la Willis Tower (anciennement Sears Tower) et de la gare ferroviaire de l'Union Station ou une correspondance est possible vers le Metra et l’Amtrak.
Quincy est une station surélevée, située au-dessus Quincy Street entre Adams Street et Jackson Boulevard. Il dispose de deux quais et de deux entrées séparées, l'une à l'ouest de servir la voie extérieure du Loop, et une à l'est de servir la voie intérieur du Loop. Les guichets et automate se situent au niveau des quais. La station possédait autrefois une passerelle entre les quais elle a été supprimée lors de la grande restauration de la station en 1988.
La station n’est donc pas idéale pour changer de ligne, mieux vaut utiliser Clark/Lake ou Washington/Wells par exemple. 
Quincy est capable de recevoir des rames de 8 wagons soit la plus grande capacité en vigueur sur le  métro de Chicago.

## Desserte
Quincy est desservie par la ligne brune dans le sens inverse des aiguilles d’une montre sur la voie extérieure du Loop et par les lignes mauve (en heure de pointe), orange, et rose dans le sens horaire sur la voie intérieure du Loop.
| Nord/Ouest                                  |  |                                    |  | Sud/Est                                       |
| ------------------------------------------- |  | ---------------------------------- |  | --------------------------------------------- |
| Washington/Wells                            |  | ligne brune                        |  | LaSalle/Van Buren vers Kimball via Clark/Lake |
| Washington/Wells vers Midway via Clark/Lake |  | ligne orange                       |  | LaSalle/Van Buren                             |
| Washington/Wells vers 54th/Cermak           |  | ligne rose                         |  | LaSalle/Van Buren                             |
| Washington/Wells vers Linden via Clark/Lake |  | ligne mauve (heures de pointe) (d) |  | LaSalle/Van Buren                             |
| modifier sur Wikidata                       |  |                                    |  |                                               |

## Correspondances
Avec les bus de la Chicago Transit Authority :
- #1 Indiana/Hyde Park
- #7 Harrison
- #11 Lincoln/Sedgwick
- #X28 Stony Island Express
- #126 Jackson
- #134 Stockton/LaSalle Express
- #135 Clarendon/LaSalle Express
- #136 Sheridan/LaSalle Express
- #151 Sheridan (Owl Service)
- #156 LaSalle